# Milan Hromádko
Milan Hromádko (* 1950, Svítkov) je starosta městského obvodu Pardubice VI zvolený za Sdružení pro Pardubice, původním povoláním je projektant. Na počátku července 2011 byl přistižen policií, jak řídí pod vlivem alkoholu. Bylo mu naměřeno 2,77 promile alkoholu v krvi. Hromádko nejprve zvažoval rezignaci a omluvil se. Později ale dobrovolně odstoupit odmítl s tím, že na jeho podporu byla sepsána petice, pod kterou se podepsalo 700 lidí. Podle jeho slov je v jeho volebním obvodu 4 200 voličů a 700 podpisů je proto vysoké číslo. Jeho neochota k rezignaci se ale setkala s nevolí ve sdružení, za které byl starostu zvolen.